# Jake Fisher
Jake Fisher (Traverse City, 16 agosto 1993) è un giocatore di football americano statunitense che milita nel ruolo di offensive tackle per i Cincinnati Bengals della National Football League (NFL).

## Biografia

### Cincinnati Bengals
Dopo avere giocato al college a football ad Oregon, Fisher fu scelto nel corso del secondo giro (53º assoluto) del Draft NFL 2015 dai Cincinnati Bengals. Debuttò come professionista subentrando nella gara del primo turno contro gli Oakland Raiders. La sua stagione da rookie si concluse con 14 presenze, di cui una come titolare.